# Odontophorus atrifrons
El corcovado común (Odontophorus atrifrons), también denominado corcovado carinegro, perdiz frentinegra o perdiz carinegra, es una especie de ave galliforme de la familia Odontophoridae que se encuentra en los bosques del norte y nororiente de Colombia y el noroccidente de Venezuela, entre los 1.200 y 3.100 m de altitud.

## Descripción
Mide entre 28,5 y 30 cm de longitud y en promedio pesa 305 g. Corona y cresta corta color castaño rojizo (rufo); frente, mejillas, nuca y garganta negras; anillo ocular gris pizarra; dorso castaño con rayas grises, ante y negras y alas color castaño con barras negras y puntos beige. La parte inferior es de color marrón grisáceo con rayas finas de color castaño y gris y con el centro del pecho y el vientre con matices blacuzcos y puntos oscuros y blancos.